# 勐海茶厂

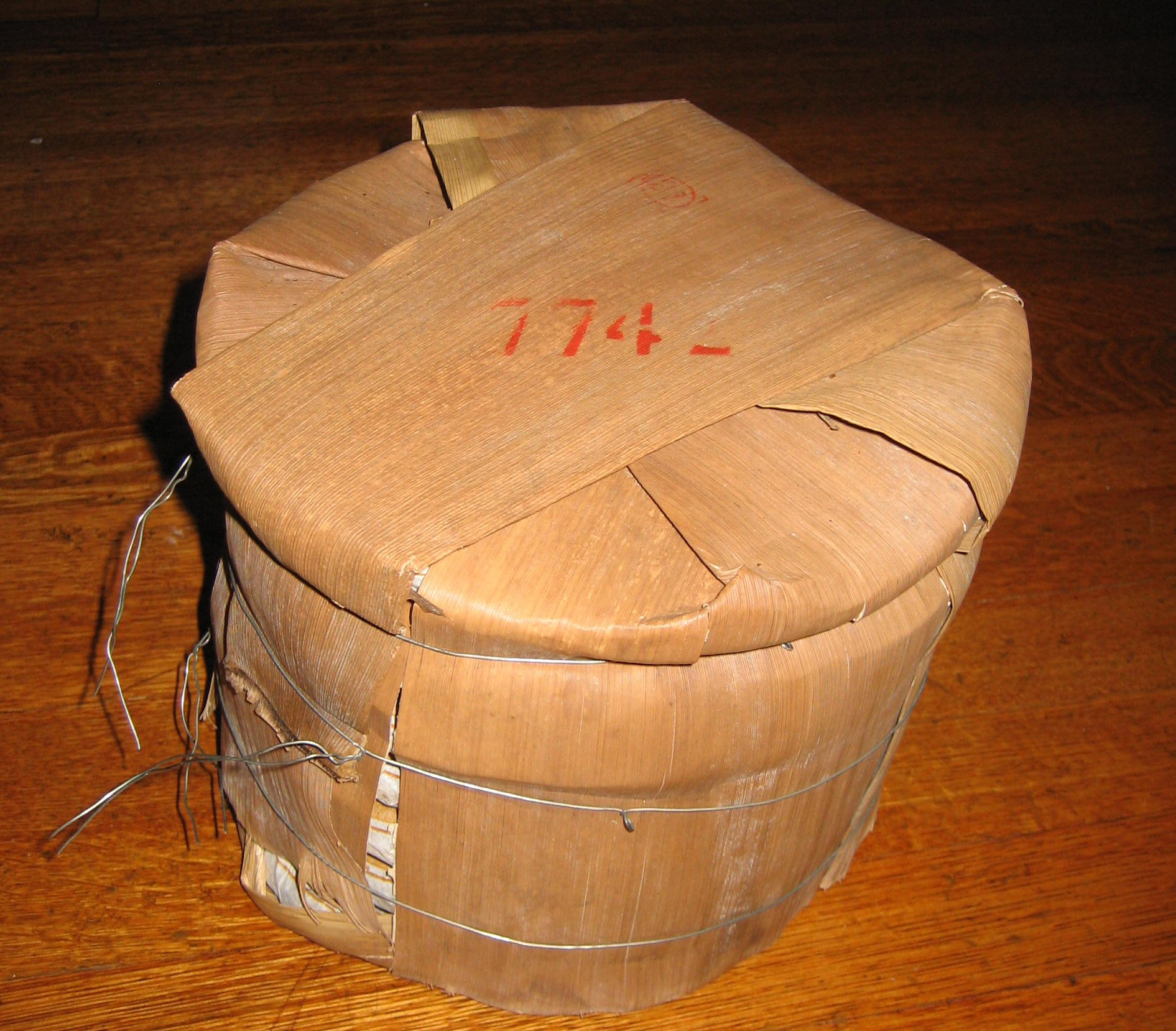
2006年勐海茶厂出品的唛号为7742（601批次）的大益七子饼茶，其仍然保持七圆一筒的包装标准

勐海茶厂，全称西双版纳勐海茶业有限责任公司、勐海茶业有限责任公司，原名佛海茶厂，是位于中华人民共和国云南省西双版纳傣族自治州勐海县的一个茶厂。主要以饼茶为特色产品，主要品牌为“大益”。

## 沿革

### 民國時期
1938年，南京国民政府令中国茶业公司派专员郑鹤春与技师冯绍裘前往云南调查，并于当年12月16日成立「云南中国茶叶贸易股份有限公司」。1940年，创建佛海实验茶厂，由范和钧担任厂长。不久因为國共內战原因而停产。

### 重新復業
1952年，佛海茶厂再次复业。1953年，西双版纳傣族自治州成立，公司改名为「云南省茶业公司西双版纳制茶厂」，隶属于中国茶业公司云南省公司。之后，佛海县改称勐海县，茶厂也改名勐海茶厂，唐庆阳出任厂长。
1957年，国营勐海茶厂正式招工生产。1964年，开始渥堆发酵测试，并于1966年完成基本渥堆工艺。1976年，省公司召开全省普洱茶生产会议，要求下属昆明茶厂、勐海茶厂、下关茶厂加大生产渥堆熟茶，并决定茶品唛号。勐海茶厂为74、75开头，末尾为2。
1976年至1979年，勐海茶厂外销出口多以麻袋与纸箱包装的散茶为，普洱紧压茶只有7452、7572两种。1979年，外销出口开始出现多样化拼配的茶品唛号，包括7542、7532、7582。1981年省茶司接受香港茶商订单，由勐海茶厂制作唯一一批7572青饼。1988年勐海茶厂大益牌商标正式始启用。1989年，茶厂正式注册大益牌正式注册，作为外销品牌。1994年，筹备股份制公司化。1995年3月22日，以西双版纳勐海茶业有限责任公司正式注册“大益牌”商标，并生产大益牌七子饼茶。1996年正式改制成立为西双版纳勐海茶业有限责任公司。1999年，云南省公司运营不善，茶厂开始自行接受订单。2004年10月25日，改制为民营企业。2011年，其“大益”品牌入选中华人民共和国商务部评定的“中华老字号”名录。

## 产品

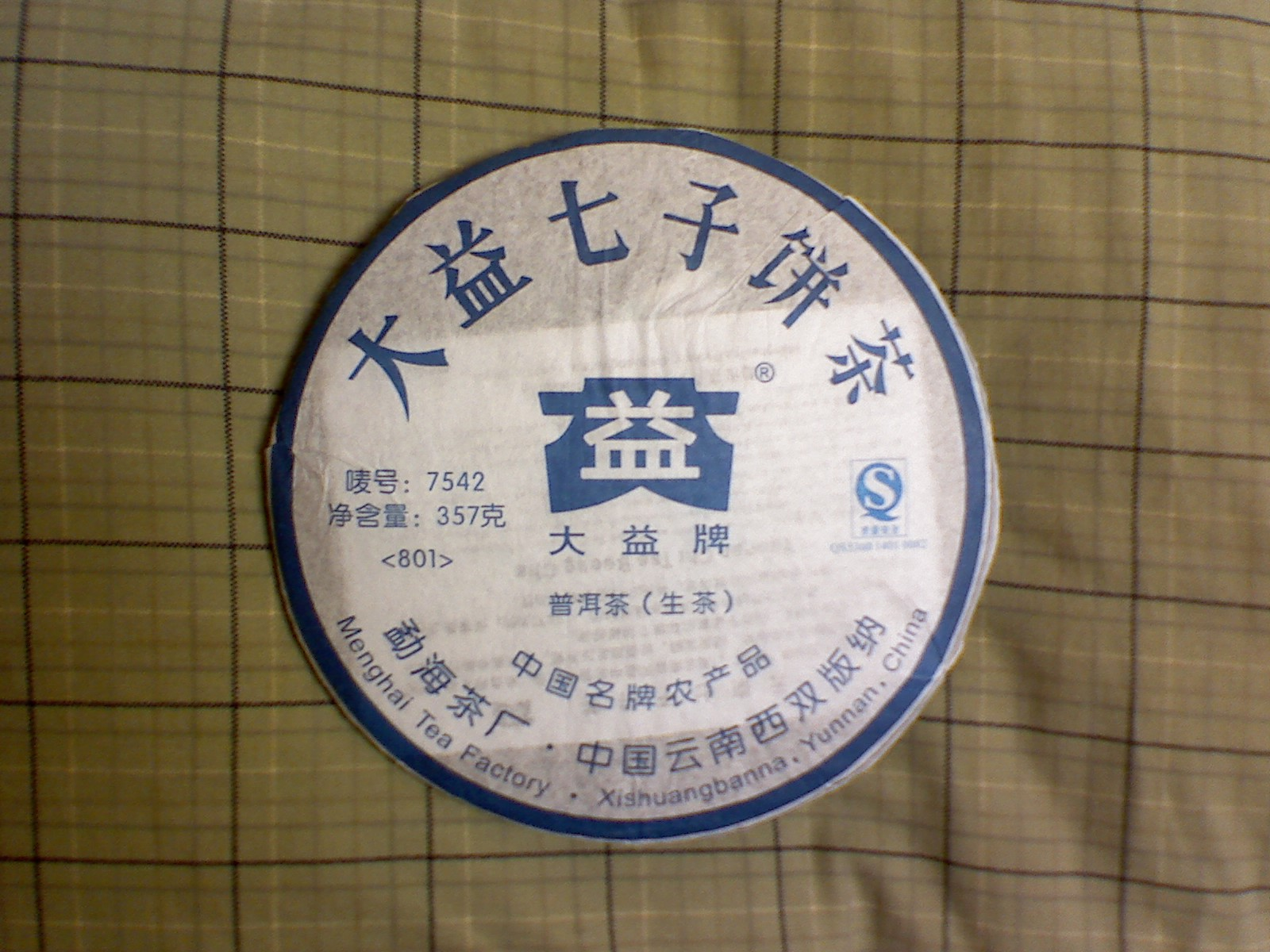
2008年勐海茶厂出品的批号为801的7542

勐海茶厂主要生产七子饼茶，其代表产品有：
- 7572熟茶
- 8592
- 紫天熟饼
- 7592
- 7262熟饼
- 7452熟饼
- 7542（73青饼）
- 7532（雪印青饼）
- 8582/7582
- 7742